# Hit-Monkey (série télévisée d'animation)
Pour le personnage homonyme de Marvel Comics sur lequel est basé la série, voir Hit-Monkey.
 (février 2022).
Si vous disposez d'ouvrages ou d'articles de référence ou si vous connaissez des sites web de qualité traitant du thème abordé ici, merci de compléter l'article en donnant les références utiles à sa vérifiabilité et en les liant à la section « Notes et références ».
Hit-Monkey est une série télévisée d'animation pour adultes américaine créée par Will Speck et Josh Gordon. Produite par Marvel Television, la série est basée sur le personnage du même nom édité par Marvel Comics et diffusée entre le 17 novembre 2021 et le 15 juillet 2024 sur Hulu.
La série met en vedette Ally Maki, Olivia Munn, Nobi Nakanishi, Fred Tatasciore, George Takei et Jason Sudeikis dans les voix originales.
En France, la série est disponible depuis le 26 janvier 2022 sur Disney+. La série reçoit des critiques généralement positives pour la qualité de son doublage, ses scènes d'action, son intrigue et sa fidélité au matériel source des bandes dessinées.

## Synopsis
À Tokyo, le singe Hit-Monkey  s’entraîne aux arts martiaux avec le fantôme d’un assassin américain nommé Bryce Fowler. Le macaque veut ainsi se venger de la pègre de Tokyo.

## Distribution

### Personnages principaux
- Ally Maki (VFB : Fanny Dreiss) : Haruka
- Olivia Munn  (VFB : Valérie Muzzi) : Akiko Yokohama / Lady Bullseye
- Nobi Nakanishi (VFB : Philippe Résimont) : Ito (saison 1)
- Fred Tatasciore : Hit-Monkey
- George Takei (VFB : Michel Hinderyckx) : Shinji Yokohama (saison 1, invité saison 2)
- Jason Sudeikis (VFB : Philippe Allard) : Bryce Fowler (né McHenry)
- Leslie Jones : Eunice Jones (saison 2)
- Cristin Milioti : Iris McHenry (saison 2)

### Invités
- Paul Nakauchi : Itaru Ozu (saison 1)
- Noshir Dalal : Fat Cobra (en) (saison 1)
- Reiko Aylesworth (VFB : Sophie Landresse) : Maki Matsumoto / Lady Bullseye
- Keith David : Méphisto (saison 2)
- Rob Corddry : Buddy (saison 2)
- Emi Lo (en) : Dot (saison 2)
- Stephanie Beatriz : Amara (saison 2)
- Tramell Tillman : Double-Tap (saison 2)
- Nat Faxon : Boone (saison 2)
- Jim Gaffigan : Snail (saison 2)
- Ivana Miličević : Dante (saison 2)

## Production
En février 2019, Marvel Television annonce développer une série télévisée d'animation pour adultes basée sur Hit-Monkey, pour la plateforme Hulu. En décembre 2019, Marvel Television est intégrée à Marvel Studios, menant à un crossover spécial intitulé The Offenders. La série est créée par Will Speck et Josh Gordon, qui en seront également les coscénaristes et coproducteurs (aux côtés de Jeph Loeb). En mai 2021, le cocréateur de la série M.O.D.O.K., Jordan Blum, révèle que Hit-Monkey bénéficiera d'un style d'animation différent. En janvier 2022, le responsable du contenu de Hulu, Craig Erwich, a déclaré que les saisons supplémentaires de Hit Monkey seraient entièrement aux mains de l'équipe Marvel Studios.

## Diffusion
Hit Monkey sort le 17 novembre 2021 sur Hulu aux États-Unis et à l'international. La série sort le 26 janvier 2022 sur Disney+ (via Star), Disney+ Hotstar et Star+ en Amérique latine[réf. nécessaire].

## Épisodes

### Saison 1 (17 novembre 2021)
1. Pilote (Pilot)
2. Les Mirages de la ville (Bright Lights, Big City)
3. La Légende du singe Saoul (Legend of the Drunken Monkey)
4. Le Code (The Code)
5. La Course du singe (Run Monkey Run)
6. Un Éternel retour (The Long Goodbye)
7. Sayonara le singe (Sayonara Monkey)
8. Retour à la maison (Home Sweet Home)
9. La Fin : Première partie (The End: Part One)
10. La Fin : Deuxième partie (The End: Part Two)

### Saison 2 (15 juillet 2024)
Le 2 février 2023, Hulu annonce une deuxième saison composée de dix épisodes, diffusée sur Disney+ aux États-Unis à partir du 15 juillet 2024 et en France depuis le 9 septembre 2024.
1. Retour à l'envoyeur (Return to Sender)
2. Devine qui vient dîner (Guess Who's Coming To Dinner ?)
3. La Corde (The Rope)
4. Jamais trop tard (Never Too Late)
5. Akiko (Akiko)
6. Le Ranch (The Estate)
7. Le Dernier Repas (The Last Supper)
8. Le Dédale de l'esprit (Mind Mall)
9. La Jungle de béton (The Concrete Jungle)
10. Leçons d'histoire (History Lessons)